# 披索問題
金融中的「披索問題」是指投資者把在金融模型樣本中經濟基本變數出現較大變動時只當作突發的罕見事件而選擇忽略，即使對於機率的預測是理性的，也會導致預測誤差的分佈產生偏差，使遠期匯率出現溢價異常。 

## 歷史
這個名詞的確切起源雖然不明，但一般認為是與米爾頓·佛利民有關。在1970年代，墨西哥政府把墨西哥披索與美元掛鉤，這個掛鉤持續了20多年。佛利民注意到墨西哥銀行存款利率和美國銀行存款利率之間存在相當大的差距。他認為，這種利率差異反映市場對披索貶值的擔憂，這一預期在1976年實現，當時披索開始採用浮動制，並貶值了46%。 
由於貨幣價值長時間掛鉤，這項利率差異看起來像是金融市場中的一個異常或缺陷，表示投資者可以透過簡單的貨幣轉換來利用這種差異獲利。只有在承認披索價值存在大幅下跌的可能性時，這一異常現象才得以解釋。
首次討論這一問題的實證研究是由肯尼斯·羅格夫（Kenneth Rogoff）於1977 年進行的博士論文提出。學術文獻中首次對此進行探討的是克拉斯克於1980年提出。 